# Kalendzsinek

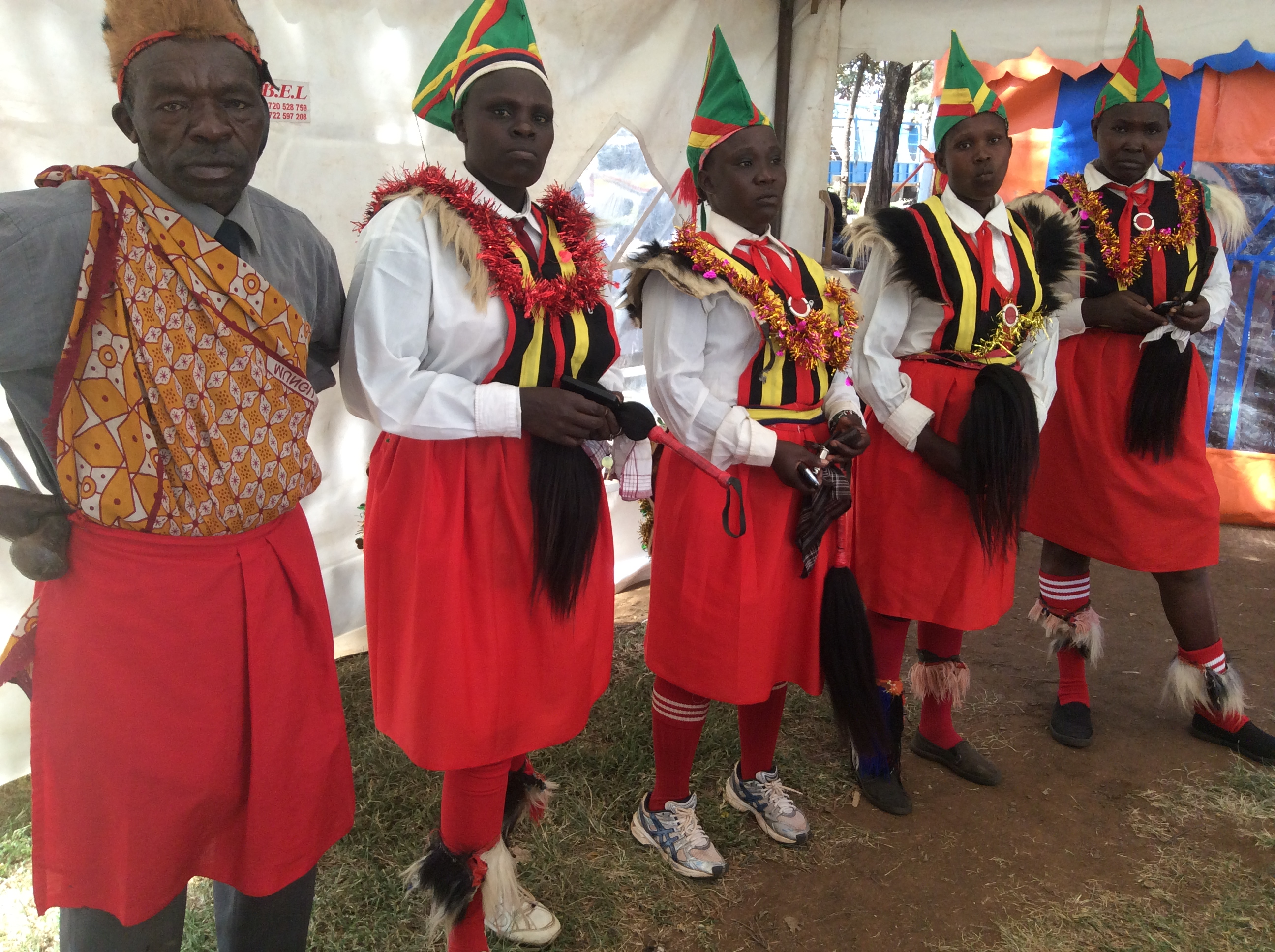
Kalendzsinek

A kalendzsinek nilotikus eredetű etnikai csoport főképp Kenya nyugati részében, a Nagy-hasadékvölgy régiójában. Becsült lélekszámuk mintegy 4,9 millió fő a 2009-es kenyai népszámlálás szerint. A kalendzsin népen belül számos törzs különül el: az elgejók, a keijók, a kipszigiszek, marakwetek, nandik, pokotok, szabaotok, terikek és a tugenek. Főleg pásztorkodással foglalkoznak. A feltételezések szerint a mai Szudán területéről vándoroltak jelenlegi szállásterületeikre mintegy 2000 évvel ezelőtt.

## Nevük
Az 1950-es évek elejéig a kalendzsineknek nem volt közös nevük, a tudósok és hivatalnokok leginkább „nandi nyelvű törzsekként” emlegették őket. A közös név, amelynek jelentése „én mondom (neked)” a kalendzsinek önszerveződésének eredménye. Közösen e törzsek már számottevő erőt alkotnak a rendkívül vegyes etnikai összetételű országban, Kenya lakosságának mintegy 12%-át teszik ki. A kalendzsin öntudat kialakulása elindította a nandi nyelvjárások egységesülési folyamatát is.

## Nyelveik
Az etnikai csoport beszélte nyelveket a kalendzsin nyelvek családjába sorolják, amelyhez másutt beszélt nyelvek is hozzátartoznak, mint a tanzániai akie vagy az ugandai kupszabini. Mivel a kalendzsin nyelveknek létezik ez a szélesebb értelmezése, a kenyai kalendzsin nyelveket megkülönböztetésképpen „nandi nyelvek” néven emlegetik.

## Vallásuk
A kalendzsin vallási hagyomány két istent ismer: Aszisz-t és segítőjét Ilet-et (Ilat / Ilet).
Asziszt gyakran más nevekkel is illetik, mint például Chebet chebo Chemataw (’A nap lánya’), vagy röviden Chebet-nek. Máskor Cheptalel-ként utalnak rá, ami azt jelenti, hogy ’ragyogó’. Aszisz az égben lakik és mindenható.

## „A futó törzs”
A kalendzsinek beceneve „a futó törzs”. Az 1960-as évek közepétől ugyanis a nemzetközi versenyeken a kenyai férfi atléták a 800 métertől a maratoniig terjedő távokon aránytalanul sok érmet szereztek és nagy többségük kalendzsin volt. Sikereikhez az utóbbi években a kalendzsin nők is elkezdtek felzárkózni. Mindezt egyesek genetikai sajátosságokkal magyarázzák, amelyek a testfelépítést és az oxigénfelhasználást is érintik és köze lehet hozzájuk annak is, hogy a kalendzsinek nagy tengerszint feletti magasságokban élnek.